# 모니카 야가치아크
모니카 야가치아크(폴란드어: Monika Jagaciak, (1994년 1월 15일 ~ )는 폴란드의 모델이다.